# Conchita Martínezová
Inmaculada Concepción „Conchita“ Martínezová Bernat (* 16. dubna 1972 Monzón) je tenisová trenérka a bývalá španělská profesionální tenistka. V roce 1994 se stala první španělskou vítězkou wimbledonské dvouhry, když ve finále porazila Martinu Navrátilovou. Jako poražená finalistka skončila na Australian Open 1998 a French Open 2000. Na okruhu WTA Tour vyhrála třicet tři turnajů ve dvouhře a třináct ve čtyřhře.
Mezi srpnem 2018 a listopadem 2019 trénovala Karolínu Plíškovou. Od června 2017 do března 2018, a opět mezi lednem 2020 a dubnem 2023, koučovala krajanku Garbiñe Muguruzaovou. V první čtvrtině roku 2024 trénovala Marii Bouzkovou.

## Fed Cup
Conchita Martínezová se zúčastnila 53 mezistátních zápasů Poháru federace ve španělském týmu s bilancí 47–18 ve dvouhře a 21–5 ve čtyřhře. V letech 1991, 1993, 1994, 1995 a 1998 se stala členkou vítězného družstva.